# Гай Плавтий Дециан
Гай Плавтий Дециан (лат. Gaius Plautius Decianus; IV век до н. э.) — римский политический деятель из плебейского рода Плавтиев, консул 329 года до н. э.

## Биография
Коллегой Гая Плавтия по консульству был Луций Эмилий Мамерцин. Плавтий взял Приверн, войну с которым начал его сородич в предыдущем году, разрушил городские стены и отпраздновал триумф. В дальнейшем он выступал за мягкую политику по отношению к привернатам, исходя из того, что в любой момент может возобновиться война с самнитами. В конце концов он добился предоставления жителям Приверна римского гражданства.
Хронография 354 года называет Гая Плавтия консулом и 328 года до н. э. (вместе с Публием Корнелием Сципионом Барбатом).